# ロックフェラー財団
ロックフェラー財団（ロックフェラーざいだん、英:Rockefeller Foundation）は、アメリカ合衆国ニューヨーク州に本部を置く民間の慈善事業団体である。慈善団体ランキングでは世界最大規模であり、世界で最も影響力があるNGOの1つに数えられている。2009年時点で、基金は33億ドルに上る。
アンドリュー・カーネギーの著書に影響され、フィランソロピーを始めた石油王で大富豪のジョン・ロックフェラーにより1913年に設立された。活動目的として「人類の福祉の増進、教育」を挙げている。アフリカで緑の革命を主導。戦前はナチスの関係者に資金提供を行っていた。

## 慈善事業
ロックフェラー財団の慈善事業は大変に有名である。主な慈善活動は、1）医療、健康、2）農業、自然科学、3）芸術、人文科学、4）社会科学、5）国際関係の5つである。
世界中から数千人の科学者や研究者が、財団の研究員として、あるいは奨学金をもらい、最先端の研究をしている。多数の大学や研究所に寄付を行っており、後のロックフェラー大学となるロックフェラー医学研究センターなどを設立した。また様々な機関に建物などを寄付している。
助成金などにより当財団から寄付を受けている主な機関と企業は以下の通りである。
- 外交問題評議会
- 王立国際問題研究所
- ブルッキングス研究所
- 世界銀行
- ハーバード大学
- イェール大学
- プリンストン大学
- コロンビア大学 - ロシア研究所を設立
- フィリピン大学
- マギル大学
- アメリカ議会図書館
- ボドリアン図書館（オックスフォード大学）
- 社会科学研究評議会
- 国立保健医療科学院（日本）
- ロンドン・スクール・オブ・エコノミクス
- リヨン大学
- モンサント (企業)